# Pleternički Mihaljevci
Pleternički Mihaljevci is een plaats in de gemeente Pleternica in de Kroatische provincie Požega-Slavonië. De plaats telt 26 inwoners (2001).